# Herrschertugenden
Herrschertugenden sind ideale Eigenschaften des Herrschers, dargestellt von der Antike über das Mittelalter bis zu der Neuzeit.

## Allgemeines
Schon der römische Herrscher Tiberius berief sich wie schon zuvor Augustus auf die Herrschertugenden virtus, clementia, iustitia und pietas („Tugend“ bzw. „Männlichkeit“, „Milde“, „Gerechtigkeit“ und „Ehrerbietung“). Jedoch war die Propaganda in Inschriften und auf Münzen zusätzlich durch Schlagwörter wie salus und moderatio („Wohlergehen“ und „Zurückhaltung“) gekennzeichnet, als Leitbilder der Regierung.
Leitbilder und Idealvorstellungen wie die unter dem Begriff Herrschertugenden zusammengefassten sind gemäß ihrer Natur nur Rahmen und Vorbild und sind somit der Herrschaft und den Herrschaftsvorstellungen in Zeiten vor der Erfindung von Ideologien in modernem Verständnis untrennbar verbunden und spielten vor allem im Selbstverständnis und der Propaganda der Herrschenden eine gewichtige Rolle in der Selbstdarstellung nach außen. Insbesondere gilt dies im Europäischen Mittelalter.

## fír flathemon
Zur inselkeltischen Tugend des Herrschers im Frühmittelalter siehe Audacht Morainn („Moranns Vermächtnis/Testament“), in dem der sagenhafte irische Richter Morann zur Belehrung seines Ziehsohnes, des Königs Feradach Find Fechtnach, einen Katalog der fír flathemon [f'iːr 'flaθ'evon] („Gerechtigkeit des Herrschers“) aufgestellt hat. Der Stil des Werkes lässt seine Entstehung im 7. oder 8. Jahrhundert vermuten. Diese Gerechtigkeit war eine der wichtigen Aufgaben des Königs, weil dadurch Wohlstand seines Reiches gewährleistet war. Die Ungerechtigkeit (gáu flathemon) war die Ursache jeglichen Unglückes des Königs und seiner Untertanen. Der König konnte dafür abgesetzt und – eventuell sogar mit dem Tode – bestraft werden. Die gáu flathemon wurde in den altirischen Rechtstexten mit dem vulgären Terminus cacc for enech (Kack aufs Gesicht!) benannt.
Ähnliche Regeln sind aus Indien (ṛta, dharma), Griechenland (dikē) und Ägypten (maat) bekannt.

## Begriffsbestimmungen
Der lateinische Begriff Virtus bedeutet auch eine Art „Manneskraft“ bzw. "Tapferkeit".
Iustitia neben Gerechtigkeit auch Rechtschaffenheit und pietas auch eine Ehrfurcht vor dem Göttlichen Prinzip – später der göttlichen Majestät, was beim Prinzip des Gottesgnadentums ein durchaus bedeutende Rolle spielt auch in dem Sinn der Glaubensfestigkeit.
Salus kann auch mit allgemeiner Wohlstand, modern mit Volkswohlstand übersetzt werden oder allgemeines Wohlergehen, was vermutlich den ursprünglichen Sinngehalt mehr trifft.
Mittelalterliche Herrschertugenden sind die christlich konnotierten Abwandlungen der antiken Herrschertugenden, wie sie im Mittelalter anerkannt beziehungsweise gültig waren; siehe auch: Theologische Tugenden. Sie sind für die Zeit des europäischen Mittelalters untrennbar mit der christlich-kirchlichen Sicht der vorreformatorischen Zeit verbunden. Ein Herrscher des Mittelalters war immer Ritter und darum auch ebenso den zwölf ritterlichen Tugenden verpflichtet.